# 8 ventôse
8 pluviôse 8 germinal
L'octidi 8 ventôse, officiellement dénommé jour de la violette, est le 158e jour de l'année du calendrier républicain.
C'était généralement le 26e jour du mois de février dans le calendrier grégorien.